# Steve Mac
Steve Mac (nombre real Steve McCutcheon) es un músico británico, compositor y productor récord.
Ha trabajado con Little Mix, Shakira, One Direction, Sabrina Carpenter, The Wanted, Westlife, Charli XCX,  Susan Boyle, Ed Sheeran, Il Divo, JLS, Kelly Clarkson, Anne-Marie, Leona Lewis, 5ive, The Saturdays, Mabel McVey y James Embotan.
Mac ha colaborado con compositores como Wayne Hector, Ina Wroldsen, Benny Blanco, John Newman, Ammar Malik, Ross Golan, Karen Poole, Lindy Robbins, Lily Allen, Emeli Sandé, Jason Derulo.

## Carrera musical
Steve Mac comenzó su carrera en 1991, cuando compuso el tema (I Wanna Give You) Devotion, con el que la banda británica de house Nomad consiguió auparse al segundo puesto en las listas de Reino Unido. Tras este primer éxito, conoce al cantante y compositor británico Wayne Hector, con el que une fuerzas para formar un dúo de compositores de gran repercusión. Juntos, componen su primer éxito, el tema Forever, para la boy band británica de R&B  Damage. Juntos colaboran también en el lanzamiento en 1999 del álbum debut de la banda irlandesa Westlife, titulado de forma homónima y que generó cinco sencillos número uno en Reino Unido.
En 2010, Steve Mac ganó un premio Brit Awards gracias a su trabajo en el tema Beat Again, de la banda británica de pop y R&B JLS.
Entre 2013 y 2015, el productor colabora con importantes nombres de la escena musical del momento, como James Blunt, John Newman, Calvin Harris y Demi Lovato, entre otros. 
En 2016, Steve Mac consigue un nuevo número uno con el tema Rockabye, para la banda Clean Bandit en colaboración con el rapero y cantante jamaicano Sean Paul y la cantautora inglesa Anne-Marie. El sencillo se mantuvo durante nueve semanas en lo más alto de las listas británicas.
En 2017, el productor recibió los premios como Compositor del Año y Productor del Año en los premios Music Business Worldwide A&R. Igualmente, recibió el premio ASCAP Founders, como reconocimiento a su contribución pionera a la música, el éxito global y a su  trabajo de 27 años.
Ese mismo año, Mac colabora en la composición del sencillo Shape of You de Ed Sheeran, lanzado el 6 de enero de 2017 como sencillo principal del álbum ÷ del cantautor británico, un tema de estilo pop con influencias de dancehall y R&B que fue coescrito por Sheeran y Mac junto al músico irlandés Johnny McDaid, miembro de Snow Patrol. El sencillo se convirtió en un gran éxito, debutando como número uno de las listas británicas y estadounidenses y vendiendo más de 40 millones de copias, incluyendo las copias digitales.

## Premios
Mac Recibió el ASCAP al Compositor del Año 2013 premio para los trabajos que incluyen coescribiendo The Wanted solos, "Felices  Viniste". La composición era también nombrada ASCAP Canción del Año, honrando Mac, Wayne Hector y Ed Drewett. Mac Hubo anteriormente ganó el ASCAP Canción del Año 2012 premio para producir y coescribiendo " Me Hago Sentir..." Grabado por Cobra Starship aquello ha vendido encima dos millones de descargas.
Mac Ha sido nominado dos veces para un Brit Premio (categoría Sola Mejor). Primer en 2011 para La canción Querida "Todos Cronometran Abajo"", y en 2012 con compositores amigos Wayne Hector y Ed Drewett para Feliz  Pasaste por El Querido. En 2010, Mac  la canción "Batió Otra vez"  (actuado por JLS) ganó un Brit Premio para Mejor Solo y un MOBO Premio.

## Álbumes de estudio
| Título                                        | Año  | Álbum                                         | Compositor | Productor |
| --------------------------------------------- | ---- | --------------------------------------------- | ---------- | --------- |
| "If You're Over Me"                           | 2018 | Years & Years - Palo Santo                    | Hecho      | Hecho     |
| "Ashes"                                       | 2018 | Celine Dion - Deadpool 2                      |            | Hecho     |
| "Breathing Fire"                              | 2018 | Anne-Marie - Speak Your Mind                  | Hecho      | Hecho     |
| "2002"                                        | 2018 | Anne-Marie - Speak Your Mind                  | Hecho      | Hecho     |
| "Miracle"                                     | 2018 | Chvrches - Love Is Dead                       | Hecho      | Hecho     |
| "One More River"                              | 2018 | Melo Moreno - single                          | Hecho      |           |
| "Then"                                        | 2017 | Anne-Marie - single                           | Hecho      | Hecho     |
| "Bedroom Floor"                               | 2017 | Liam Payne - single                           | Hecho      | Hecho     |
| "The Rest of Our Lives"                       | 2017 | Tim McGraw & Faith Hill - single              | Hecho      |           |
| "Leave A Light On"                            | 2017 | Tom Walker - single                           | Hecho      | Hecho     |
| "A Different Way"                             | 2017 | DJ Snake - single                             | Hecho      |           |
| "What About Us"                               | 2017 | P!nk - Beautiful Trauma                       | Hecho      | Hecho     |
| "Your Song"                                   | 2017 | Rita Ora - single                             | Hecho      | Hecho     |
| "Shape of You"                                | 2017 | Ed Sheeran - ÷                                | Hecho      | Hecho     |
| "Strip That Down"                             | 2017 | Liam Payne - Single                           | Hecho      | Hecho     |
| "Don't Let Me Be Yours"                       | 2017 | Zara Larsson - So Good                        | Hecho      | Hecho     |
| "OK" (featuring James Blunt)                  | 2017 | Robin Schulz – Single                         | Hecho      | Hecho     |
| "Happy"                                       | 2017 | Steps - "Tears on the Dancefloor"             | Hecho      |           |
| "Firefly"                                     | 2017 | Steps - "Tears on the Dancefloor"             | Hecho      |           |
| "Symphony" (featuring Zara Larsson)           | 2017 | Clean Bandit – Single                         | Hecho      |           |
| "So Good"                                     | 2016 | Louisa Johnson - Single                       | Hecho      | Hecho     |
| "Keeping Your Head Up"                        | 2016 | Birdy – Beautiful Lies                        | Hecho      | Hecho     |
| "Hear You Calling"                            | 2016 | Birdy – Beautiful Lies                        | Hecho      | Hecho     |
| "Rockabye" (featuring Sean Paul & Anne-Marie) | 2016 | Clean Bandit – Single                         | Hecho      | Hecho     |
| "Lose Control"                                | 2016 | Matt Simons – Single                          | Hecho      | Hecho     |
| "Thumbs"                                      | 2016 | Sabrina Carpenter – EVOLution                 | Hecho      | Hecho     |
| "Breathing Fire"                              | 2016 | Anne-Marie – Single                           | Hecho      | Hecho     |
| "Alarm"                                       | 2016 | Anne-Marie – Single                           | Hecho      | Hecho     |
| "Love Is The Name"                            | 2016 | Sofia Carson – Single                         | Hecho      | Hecho     |
| "The Best Is Yet To Come"                     | 2016 | Luvbug – Single                               | Hecho      | Hecho     |
| "Waitin for You"                              | 2015 | Demi Lovato – Confident                       | Hecho      | Hecho     |
| "Kingdom Come"                                | 2015 | Demi Lovato – Confident                       | Hecho      | Hecho     |
| "Lionheart"                                   | 2015 | Demi Lovato – Confident                       | Hecho      | Hecho     |
| "Hitchhiker"                                  | 2015 | Omi (singer)                                  | Hecho      | Hecho     |
| "Wake Up"                                     | 2015 | The Vamps – Wake Up                           | Hecho      | Hecho     |
| "I Found A Girl"                              | 2015 | The Vamps – Wake Up                           | Hecho      | Hecho     |
| "Volcano"                                     | 2015 | The Vamps – Wake Up                           | Hecho      | Hecho     |
| "Be With You"                                 | 2015 | The Vamps – Wake Up                           | Hecho      | Hecho     |
| "Windmills"                                   | 2015 | The Vamps – Wake Up                           | Hecho      | Hecho     |
| "Survivors"                                   | 2015 | Selena Gomez – Revival                        | Hecho      | Hecho     |
| "Love Me Like You"                            | 2015 | Little Mix – Get Weird                        | Hecho      | Hecho     |
| "My Love (Acoustic)"                          | 2015 | Jess Glynne – I Cry When I Laugh              | Hecho      | Hecho     |
| "Take Me Home"                                | 2015 | Jess Glynne – I Cry When I Laugh              | Hecho      | Hecho     |
| "Adore"                                       | 2015 | Jasmine Thompson – Single                     | Hecho      | Hecho     |
| "Glow"                                        | 2014 | Ella Henderson – Chapter One                  | Hecho      | Hecho     |
| "Faith"                                       | 2014 | Calvin Harris – Motion                        | Hecho      |           |
| "Break the Rules"                             | 2014 | Charli XCX – Sucker                           | Hecho      | Hecho     |
| "Stick with Me"                               | 2014 | Olly Murs – Never Been Better                 | Hecho      | Hecho     |
| "Me and My Broken Heart"                      | 2014 | Rixton – Let the Road                         | Hecho      | Hecho     |
| "Empire"                                      | 2014 | Shakira – Shakira                             | Hecho      | Hecho     |
| "When I Find Love Again"                      | 2014 | James Blunt – Moon Landing (Apollo Edition)   | Hecho      | Hecho     |
| "Working It Out"                              | 2014 | James Blunt – Moon Landing (Apollo Edition)   | Hecho      | Hecho     |
| "Aliens"                                      | 2014 | Ina Wroldsen – Single                         | Hecho      | Hecho     |
| "Good Time"                                   | 2014 | INNA feat. Pitbull – INNA                     | Hecho      | Hecho     |
| "Bumper Cars"                                 | 2014 | Alex and Sierra – It's About Us               | Hecho      | Hecho     |
| "Get Away"                                    | 2014 | Jessie J – Sweet Talker                       | Hecho      | Hecho     |
| "Lock Me Up"                                  | 2014 | The Cab – Lock Me Up EP                       | Hecho      | Hecho     |
| "Moon"                                        | 2014 | The Cab – Lock Me Up EP                       | Hecho      | Hecho     |
| "Mr C"                                        | 2014 | Nina Nesbitt – Peroxide                       | Hecho      | Hecho     |
| "Color Blind"                                 | 2014 | Amber Riley – Single                          | Hecho      |           |
| "About You"                                   | 2013 | Shane Filan – You and Me                      | Hecho      | Hecho     |
| "Running"                                     | 2013 | John Newman – Tribute                         | Hecho      |           |
| "Down the Line"                               | 2013 | John Newman – Tribute                         | Hecho      |           |
| "The Only One"                                | 2013 | James Blunt – Moon Landing                    | Hecho      |           |
| "Miss America"                                | 2013 | James Blunt – Moon Landing                    | Hecho      |           |
| "Bones"                                       | 2013 | James Blunt – Moon Landing                    | Hecho      | Hecho     |
| "Satellites"                                  | 2013 | James Blunt – Moon Landing                    | Hecho      |           |
| "Sun on Sunday"                               | 2013 | James Blunt – Moon Landing                    | Hecho      |           |
| "Carry You"                                   | 2013 | Union J – Union J                             | Hecho      | Hecho     |
| "Loving You Is Easy"                          | 2013 | Union J – Union J                             | Hecho      | Hecho     |
| "Beethoven"                                   | 2013 | Union J – Union J                             | Hecho      | Hecho     |
| "Head in the Clouds"                          | 2013 | Union J – Union J                             | Hecho      | Hecho     |
| "Where Are You Now"                           | 2013 | Union J – Union J                             | Hecho      | Hecho     |
| "Save the Last Dance"                         | 2013 | Union J – Union J                             | Hecho      | Hecho     |
| "Amaze Me"                                    | 2013 | Union J – Union J                             | Hecho      | Hecho     |
| "Lucky Ones"                                  | 2013 | Union J – Union J                             | Hecho      | Hecho     |
| "30 Days"                                     | 2013 | The Saturdays – Living For The Weekend        | Hecho      | Hecho     |
| "In Your Eyes"                                | 2013 | Inna – Party Never Ends                       | Hecho      | Hecho     |
| "Sparks"                                      | 2012 | Cover Drive – Bajan Style                     | Hecho      | Hecho     |
| "Explode"                                     | 2012 | Cover Drive – Bajan Style                     | Hecho      | Hecho     |
| "That Girl"                                   | 2012 | Cover Drive – Bajan Style                     | Hecho      | Hecho     |
| "I Found You"                                 | 2012 | The Wanted – Word Of Mouth                    | Hecho      | Hecho     |
| "Everybody Knows"                             | 2012 | The Wanted – Word Of Mouth                    | Hecho      | Hecho     |
| "Turn Your Face"                              | 2012 | Little Mix – DNA                              | Hecho      | Hecho     |
| "We Are Who We Are"                           | 2012 | Little Mix – DNA                              | Hecho      | Hecho     |
| "Gotta Be You"                                | 2011 | One Direction – Up All Night                  | Hecho      | Hecho     |
| "Glad You Came"                               | 2011 | The Wanted – Battleground                     | Hecho      | Hecho     |
| "Gold Forever"                                | 2011 | The Wanted – Battleground                     | Hecho      | Hecho     |
| "Lightning"                                   | 2011 | The Wanted – Battleground                     | Hecho      | Hecho     |
| "Notorious"                                   | 2011 | The Saturdays – On Your Radar                 | Hecho      | Hecho     |
| "Faster"                                      | 2011 | The Saturdays – On Your Radar                 | Hecho      | Hecho     |
| "My Heart Takes Over"                         | 2011 | The Saturdays – On Your Radar                 | Hecho      | Hecho     |
| "You Make Me Feel"                            | 2011 | Cobra Starship – Night Shades                 | Hecho      | Hecho     |
| "Wishing on a Star"                           | 2011 | X factor Charity – Single                     |            | Hecho     |
| "Like U Like"                                 | 2011 | Aggro Santos – AggroSantos.com                | Hecho      | Hecho     |
| "Someone to Watch Over Me (10 Tracks)"        | 2011 | Susan Boyle – Someone To Watch Over Me        |            | Hecho     |
| "The Club Is Alive"                           | 2010 | JLS – Outta This World                        | Hecho      | Hecho     |
| "Woman"                                       | 2010 | Toni Braxton – Pulse                          | Hecho      | Hecho     |
| "Ego"                                         | 2010 | The Saturdays – Headlines                     | Hecho      | Hecho     |
| "Karma"                                       | 2010 | The Saturdays – Headlines                     | Hecho      | Hecho     |
| "All Time Low"                                | 2010 | The Wanted – The Wanted                       | Hecho      | Hecho     |
| "The Gift (11 Tracks)"                        | 2010 | Susan Boyle – The Gift                        |            | Hecho     |
| "This Is Your Song"                           | 2009 | Ronan Keating – Songs For My Mother           | Hecho      | Hecho     |
| "Beat Again"                                  | 2009 | JLS – JLS                                     | Hecho      | Hecho     |
| "Crazy for You"                               | 2009 | JLS – JLS                                     | Hecho      | Hecho     |
| "Wild Horses"                                 | 2009 | Susan Boyle – Dreamed A Dream                 |            | Hecho     |
| "I Dreamed A Dream"                           | 2009 | Susan Boyle – Dreamed A Dream                 |            | Hecho     |
| "Cry Me A River"                              | 2009 | Susan Boyle – Dreamed A Dream                 |            | Hecho     |
| "How Great Thou Art"                          | 2009 | Susan Boyle – Dreamed A Dream                 |            | Hecho     |
| "You'll See"                                  | 2009 | Susan Boyle – Dreamed A Dream                 |            | Hecho     |
| "Daydream Believer"                           | 2009 | Susan Boyle – Dreamed A Dream                 |            | Hecho     |
| "Up to the Mountain"                          | 2009 | Susan Boyle – Dreamed A Dream                 |            | Hecho     |
| "Amazing Grace"                               | 2009 | Susan Boyle – Dreamed A Dream                 | Hecho      | Hecho     |
| "Who I Was Born to Be"                        | 2009 | Susan Boyle – Dreamed A Dream                 |            | Hecho     |
| "Proud"                                       | 2009 | Susan Boyle – Dreamed A Dream                 | Hecho      | Hecho     |
| "The End of the World"                        | 2009 | Susan Boyle – Dreamed A Dream                 |            | Hecho     |
| "Silent Night"                                | 2009 | Susan Boyle – Dreamed A Dream                 | Hecho      | Hecho     |
| "The Winning Song"                            | 2008 | Geraldine McQueen – Single (Charity)          |            | Hecho     |
| "A Moment Like This"                          | 2008 | Leona Lewis – Spirit                          |            | Hecho     |
| "Homeless"                                    | 2008 | Leona Lewis – Spirit                          |            | Hecho     |
| "Footprints in the Sand"                      | 2008 | Leona Lewis – Spirit                          |            | Hecho     |
| "The Promise (10 Tracks)"                     | 2008 | Il Divo – The Promise                         |            | Hecho     |
| "The Impossible Dream"                        | 2008 | Rhydian – Rhydian                             |            | Hecho     |
| "To Where You Are"                            | 2008 | Rhydian – Rhydian                             |            | Hecho     |
| "What If"                                     | 2008 | Rhydian – Rhydian                             | Hecho      | Hecho     |
| "The Prayer"                                  | 2008 | Rhydian – Rhydian                             |            | Hecho     |
| "Bridge Over Troubled Water"                  | 2008 | Rhydian – Rhydian                             |            | Hecho     |
| "Somewhere"                                   | 2008 | Rhydian – Rhydian                             |            | Hecho     |
| "You Don't Know Me"                           | 2008 | Leon Jackson – Right Now                      |            | Hecho     |
| "A Song for You"                              | 2008 | Leon Jackson – Right Now                      |            | Hecho     |
| "Fingerprints"                                | 2008 | Leon Jackson – Right Now                      |            | Hecho     |
| "When You Believe"                            | 2008 | Leon Jackson – Right Now                      |            | Hecho     |
| "Woman"                                       | 2007 | Delta Goodrem – Delta                         | Hecho      | Hecho     |
| "Rejoice"                                     | 2007 | Katherine Jenkins – Rejoice                   | Hecho      | Hecho     |
| "I Will Pray for You"                         | 2007 | Katherine Jenkins – Rejoice                   | Hecho      | Hecho     |
| "How Do You Leave the One You Love"           | 2007 | Katherine Jenkins – Rejoice                   | Hecho      | Hecho     |
| "Home"                                        | 2007 | Westlife – Back Home                          |            | Hecho     |
| "I'm Already There"                           | 2007 | Westlife – Back Home                          |            | Hecho     |
| "Have You Ever"                               | 2007 | Westlife – Back Home                          | Hecho      | Hecho     |
| "It's You"                                    | 2007 | Westlife – Back Home                          | Hecho      | Hecho     |
| "Catch My Breath"                             | 2007 | Westlife – Back Home                          | Hecho      | Hecho     |
| "I Do"                                        | 2007 | Westlife – Back Home                          | Hecho      | Hecho     |
| "My Way"                                      | 2007 | Paul Potts – One Chance                       |            | Hecho     |
| "You Raise Me Up"                             | 2007 | Paul Potts – One Chance                       |            | Hecho     |
| "Carolyna"                                    | 2007 | Melanie C – This Time                         | Hecho      | Hecho     |
| "Understand"                                  | 2007 | Melanie C – This Time                         |            | Hecho     |
| "Total Eclipse of the Heart"                  | 2006 | Westlife – The Love Album                     |            | Hecho     |
| "You Light Up My Life"                        | 2006 | Westlife – The Love Album                     |            | Hecho     |
| "Easy"                                        | 2006 | Westlife – The Love Album                     |            | Hecho     |
| "You Are So Beautiful"                        | 2006 | Westlife – The Love Album                     |            | Hecho     |
| "Have You Ever Been In Love"                  | 2006 | Westlife – The Love Album                     |            | Hecho     |
| "The Dance"                                   | 2006 | Westlife – The Love Album                     |            | Hecho     |
| "All or Nothing"                              | 2006 | Westlife – The Love Album                     | Hecho      | Hecho     |
| "You've Lost That Loving Feeling"             | 2006 | Westlife – The Love Album                     |            | Hecho     |
| "Nights in White Satin"                       | 2006 | Il Divo – Siempre                             |            | Hecho     |
| "Caruso"                                      | 2006 | Il Divo – Siempre                             |            | Hecho     |
| "Without You"                                 | 2006 | Il Divo – Siempre                             |            | Hecho     |
| "Have You Ever Really Loved A Woman"          | 2006 | Il Divo – Siempre                             |            | Hecho     |
| "You Raise Me Up"                             | 2006 | Il Divo – Siempre                             |            | Hecho     |
| "Tell That To My Heart"                       | 2006 | Il Divo – Siempre                             |            | Hecho     |
| "Somewhere"                                   | 2006 | Il Divo – Siempre                             |            | Hecho     |
| " Against All Odds"                           | 2005 | Steve Brookstein – Heart And Soul             |            | Hecho     |
| "Dance with My Father"                        | 2005 | Steve Brookstein – Heart And Soul             |            | Hecho     |
| "If You Don't Know Me By Now"                 | 2005 | Steve Brookstein – Heart And Soul             |            | Hecho     |
| "Heroe"                                       | 2005 | Il Divo – Ancora                              |            | Hecho     |
| " Senza Catene - Unchained Melody"            | 2005 | Il Divo – Ancora                              |            | Hecho     |
| "Ave Maria"                                   | 2005 | Il Divo – Ancora                              |            | Hecho     |
| "Hasta Mi Final"                              | 2005 | Il Divo – Ancora                              |            | Hecho     |
| "All By Myself"                               | 2005 | Il Divo – Ancora                              |            | Hecho     |
| "En Aranjuez Con Tu Amor"                     | 2005 | Il Divo – Ancora                              |            | Hecho     |
| "Pour que tu m'aimes encore"                  | 2005 | Il Divo – Ancora                              |            | Hecho     |
| "O Holy Night"                                | 2005 | Il Divo – Ancora                              |            | Hecho     |
| "O Holy Night"                                | 2005 | Il Divo – The Christmas Collection            |            | Hecho     |
| "White Christmas"                             | 2005 | Il Divo – The Christmas Collection            |            | Hecho     |
| "Ave Maria"                                   | 2005 | Il Divo – The Christmas Collection            |            | Hecho     |
| "When a Child Is Born"                        | 2005 | Il Divo – The Christmas Collection            |            | Hecho     |
| "O Come All Ye Faithful"                      | 2005 | Il Divo – The Christmas Collection            |            | Hecho     |
| "Over the rainbow"                            | 2005 | Il Divo – The Christmas Collection            |            | Hecho     |
| "Panis Angelicus"                             | 2005 | Il Divo – The Christmas Collection            |            | Hecho     |
| "Rejoice"                                     | 2005 | Il Divo – The Christmas Collection            | Hecho      | Hecho     |
| "Silent Night"                                | 2005 | Il Divo – The Christmas Collection            |            | Hecho     |
| "The Lord's Prayer"                           | 2005 | Il Divo – The Christmas Collection            |            | Hecho     |
| "You Raise Me Up"                             | 2005 | Westlife – Face To Face                       |            | Hecho     |
| "That's Where You Find Love"                  | 2005 | Westlife – Face To Face                       | Hecho      | Hecho     |
| "She's Back"                                  | 2005 | Westlife – Face To Face                       | Hecho      | Hecho     |
| "Desperado"                                   | 2005 | Westlife – Face To Face                       |            | Hecho     |
| "In This Life"                                | 2005 | Westlife – Face To Face                       |            | Hecho     |
| "Heart Without a Home"                        | 2005 | Westlife – Face To Face                       | Hecho      | Hecho     |
| "Change Your Mind"                            | 2005 | Westlife – Face To Face                       | Hecho      | Hecho     |
| "Ain't That A Kick In The Head"               | 2004 | Westlife – Allow Us To Be Frank               |            | Hecho     |
| "Fly Me To The Moon"                          | 2004 | Westlife – Allow Us To Be Frank               |            | Hecho     |
| "Smile"                                       | 2004 | Westlife – Allow Us To Be Frank               |            | Hecho     |
| "Let There Be Love"                           | 2004 | Westlife – Allow Us To Be Frank               |            | Hecho     |
| "The Way You Look Tonight"                    | 2004 | Westlife – Allow Us To Be Frank               |            | Hecho     |
| "Come Fly with Me"                            | 2004 | Westlife – Allow Us To Be Frank               |            | Hecho     |
| "Mack the Knife"                              | 2004 | Westlife – Allow Us To Be Frank               |            | Hecho     |
| "I Left My Heart in San Francisco"            | 2004 | Westlife – Allow Us To Be Frank               |            | Hecho     |
| "Summer Wind"                                 | 2004 | Westlife – Allow Us To Be Frank               |            | Hecho     |
| "Clementine"                                  | 2004 | Westlife – Allow Us To Be Frank               |            | Hecho     |
| "When I Fall In Love"                         | 2004 | Westlife – Allow Us To Be Frank               |            | Hecho     |
| "Moon River"                                  | 2004 | Westlife – Allow Us To Be Frank               |            | Hecho     |
| "The Way You Look Tonight"                    | 2004 | Westlife – Allow Us To Be Frank               |            | Hecho     |
| "Regresa a mí - Unbreak My Heart"             | 2004 | Il Divo – Il Divo                             |            | Hecho     |
| "Nella Fantasia"                              | 2004 | Il Divo – Il Divo                             |            | Hecho     |
| "Passerà"                                     | 2004 | Il Divo – Il Divo                             |            | Hecho     |
| "The Man You Love"                            | 2004 | Il Divo – Il Divo                             |            | Hecho     |
| "Il Divo"                                     | 2004 | Il Divo – Il Divo                             |            | Hecho     |
| "A mi manera - My Way"                        | 2004 | Il Divo – Il Divo                             |            | Hecho     |
| "I Hope You Dance"                            | 2004 | Ronan Keating – Single                        |            | Hecho     |
| "All This Time"                               | 2004 | Michelle McManus – The Meaning Of Love        | Hecho      | Hecho     |
| "Mandy"                                       | 2003 | Westlife – Turn Around                        |            | Hecho     |
| "Hey Whatever"                                | 2003 | Westlife – Turn Around                        | Hecho      | Hecho     |
| "Heal"                                        | 2003 | Westlife – Turn Around                        |            | Hecho     |
| "On My Shoulder"                              | 2003 | Westlife – Turn Around                        | Hecho      | Hecho     |
| "Turn Around"                                 | 2003 | Westlife – Turn Around                        | Hecho      | Hecho     |
| "I Did It for You"                            | 2003 | Westlife – Turn Around                        |            | Hecho     |
| "Thankyou"                                    | 2003 | Westlife – Turn Around                        | Hecho      | Hecho     |
| "To Be with You"                              | 2003 | Westlife – Turn Around                        |            | Hecho     |
| "Home"                                        | 2003 | Westlife – Turn Around                        | Hecho      | Hecho     |
| "What Do They Know"                           | 2003 | Westlife – Turn Around                        | Hecho      | Hecho     |
| "Spirit In The Sky"                           | 2003 | Gareth Gates – Single(Charity)                |            | Hecho     |
| "Flying Without Wings"                        | 2003 | Ruben Studdard – (Single)                     | Hecho      | Hecho     |
| "Solitaire"                                   | 2003 | Clay Aiken – Measure of a Man                 |            | Hecho     |
| "This Is the Night"                           | 2003 | Clay Aiken – Measure of a Man                 |            | Hecho     |
| "A Moment Like This"                          | 2003 | Kelly Clarkson – Thankful                     |            | Hecho     |
| "Inside Outside"                              | 2003 | Sophie Monk – Calendar Girl                   | Hecho      | Hecho     |
| "What My Heart Wants to Say"                  | 2002 | Gareth Gates – What My Heart Wants To Say     | Hecho      | Hecho     |
| "Suspicious Minds"                            | 2002 | Gareth Gates – What My Heart Wants To Say     |            | Hecho     |
| "Unchained Melody"                            | 2002 | Gareth Gates – What My Heart Wants To Say     |            | Hecho     |
| "If Tomorrow Never Comes"                     | 2002 | Ronan Keating – Destination                   |            | Hecho     |
| "Help Me Understand"                          | 2002 | Trace Adkins – Single                         | Hecho      |           |
| "Someone Like You"                            | 2002 | Faye Tozer/Russell Watson – Single            |            | Hecho     |
| "Girls in the USA"                            | 2002 | Nick Carter – Now or Never                    |            | Hecho     |
| "Heart Without a Home"                        | 2002 | Nick Carter – Now or Never                    | Hecho      | Hecho     |
| "What If"                                     | 2001 | Kate Winslet – Single                         | Hecho      | Hecho     |
| "Lately"                                      | 2001 | Samantha Mumba – Single                       |            | Hecho     |
| "Queen Of My Heart"                           | 2001 | Westlife – World Of Our Own                   | Hecho      | Hecho     |
| "Bop Bop Baby"                                | 2001 | Westlife – World Of Our Own                   |            | Hecho     |
| "Uptown Girl"                                 | 2001 | Westlife – World Of Our Own                   |            | Hecho     |
| "I Wanna Grow Old with You"                   | 2001 | Westlife – World Of Our Own                   |            | Hecho     |
| "World of Our Own"                            | 2001 | Westlife – World Of Our Own                   | Hecho      | Hecho     |
| "To Be loved"                                 | 2001 | Westlife – World Of Our Own                   | Hecho      | Hecho     |
| "Drive"                                       | 2001 | Westlife – World Of Our Own                   | Hecho      | Hecho     |
| "Angel"                                       | 2001 | Westlife – World Of Our Own                   |            | Hecho     |
| "He Don't Love You"                           | 2001 | Human Nature (band) – Single                  | Hecho      | Hecho     |
| "Real Good Time"                              | 2001 | Aaron Carter – Aaron's Party                  |            | Hecho     |
| "I Want Candy"                                | 2001 | Aaron Carter – Aaron's Party                  |            | Hecho     |
| "Take My Breath Away"                         | 2001 | Emma Bunton – A Girl Like Me                  | Hecho      | Hecho     |
| "All or Nothing"                              | 2001 | O Town – O Town                               | Hecho      | Hecho     |
| "You Are"                                     | 2001 | Atomic Kitten – Right Now                     | Hecho      | Hecho     |
| "Feel the Love"                               | 2001 | 5ive – Kingsize                               | Hecho      | Hecho     |
| "What Makes A Man"                            | 2001 | Westlife – Coast To Coast                     | Hecho      | Hecho     |
| "Against All Odds"                            | 2001 | Westlife – Coast To Coast                     |            | Hecho     |
| "Close"                                       | 2001 | Westlife – Coast To Coast                     |            | Hecho     |
| "Angels Wings"                                | 2001 | Westlife – Coast To Coast                     | Hecho      | Hecho     |
| "No Place That Far"                           | 2001 | Westlife – Coast To Coast                     | Hecho      | Hecho     |
| "You Make Me Feel"                            | 2001 | Westlife – Coast To Coast                     |            | Hecho     |
| "Fragile Heart"                               | 2001 | Westlife – Coast To Coast                     |            | Hecho     |
| "Every Little Thing You Do"                   | 2001 | Westlife – Coast To Coast                     | Hecho      | Hecho     |
| "Uptown Girl"                                 | 2001 | Westlife – Coast To Coast                     |            | Hecho     |
| "I Believe"                                   | 2000 | Stephen Gately – New Beginning                | Hecho      | Hecho     |
| "Bright Eyes"                                 | 2000 | Stephen Gately – New Beginning                |            | Hecho     |
| "Forever in Love"                             | 2000 | A1 – Here We Come                             |            | Hecho     |
| "If Only"                                     | 2000 | A1 – Here We Come                             |            | Hecho     |
| "Hey You"                                     | 2000 | A1 – Here We Come                             | Hecho      | Hecho     |
| "Like a Rose"                                 | 2000 | A1 – Here We Come                             |            | Hecho     |
| "Walking In The Rain"                         | 2000 | A1 – Here We Come                             |            | Hecho     |
| "Still Around"                                | 2000 | A1 – Here We Come                             | Hecho      | Hecho     |
| "Swear It Again"                              | 1999 | Westlife – Westlife                           | Hecho      | Hecho     |
| "Flying Without Wings"                        | 1999 | Westlife – Westlife                           | Hecho      | Hecho     |
| "I Don't Wanna Fight"                         | 1999 | Westlife – Westlife                           | Hecho      | Hecho     |
| "Moments"                                     | 1999 | Westlife – Westlife                           | Hecho      | Hecho     |
| "More Than Words"                             | 1999 | Westlife – Westlife                           |            | Hecho     |
| "We Are One"                                  | 1999 | Westlife – Westlife                           | Hecho      | Hecho     |
| "Keep On Moving"                              | 1999 | 5ive – Invincible                             |            | Hecho     |
| "I Love the Way You Love Me"                  | 1999 | Boyzone – By Request                          |            | Hecho     |
| "When The Going Gets Tough"                   | 1999 | Boyzone – By Request                          |            | Hecho     |
| "You Needed Me"                               | 1999 | Boyzone – By Request                          |            | Hecho     |
| "Have A Look"                                 | 1999 | Vanessa Amorosi – The Power                   |            | Hecho     |
| "I Wanna Be Your Everything"                  | 1999 | Vanessa Amorosi – The Power                   |            | Hecho     |
| "12 Tracks"                                   | 1999 | Alda – Out of Alda                            | Hecho      | Hecho     |
| "Until the Time Is Through"                   | 1998 | 5ive – Five                                   |            | Hecho     |
| "And I"                                       | 1998 | Boyzone – Where We Belong                     | Hecho      | Hecho     |
| "Where Did You Go"                            | 1998 | Boyzone – Where We Belong                     | Hecho      | Hecho     |
| "Good Conversation"                           | 1998 | Boyzone – Where We Belong                     | Hecho      | Hecho     |
| "Story of Love"                               | 1998 | OTT (band) – Single                           |            | Hecho     |
| "Working My Way Back to You"                  | 1997 | Alliage (band)/Boyzone – Single               |            | Hecho     |
| "Forever"                                     | 1997 | Damage (British band) – Forever               | Hecho      | Hecho     |
| "Wonderful Tonight"                           | 1997 | Damage (British band) – Forever               |            | Hecho     |
| "Crazy"                                       | 1997 | Ant and Dec – The Cult Of Ant and Dec         | Hecho      | Hecho     |
| "Falling"                                     | 1997 | Ant and Dec – The Cult Of Ant and Dec         | Hecho      | Hecho     |
| "6 Tracks"                                    | 1996 | Caught in the Act – Forever Friends           | Hecho      | Hecho     |
| "Lifting Me Higher"                           | 1995 | Gems For Jem – Single                         |            | Hecho     |
| "Let This Love Begin"                         | 1995 | Caught in the Act – Caught In The Act Of Love |            | Hecho     |
| "My Arms Keep Missing You"                    | 1995 | Caught in the Act – Caught In The Act Of Love |            | Hecho     |
| "I Wanna Stay with You"                       | 1993 | Undercover – Single                           |            | Hecho     |
| "We Got The Love"                             | 1993 | Lindy Layton – Single                         | Hecho      | Hecho     |
| "Baker Street"                                | 1992 | Undercover – Single                           |            | Hecho     |
| "12 Tracks"                                   | 1992 | Undercover – Check Out The Groove             |            | Hecho     |
| "Beats & Culture"                             | 1992 | The Psychopaths – Single                      |            | Hecho     |
| "Killer Mummy"                                | 1992 | The Psychopaths – Single                      |            | Hecho     |
| "(I Wanna Give You) Devotion"                 | 1991 | Nomad (band) - Changing Cabins                | Hecho      | Hecho     |
| "Hear the Drummer Get Wicked"                 | 1990 | Chad Jackson (DJ) – Single                    |            | Hecho     |